# Achyranthes rubrolutea
Achyranthes rubrolutea är en amarantväxtart som beskrevs av Lopr. Achyranthes rubrolutea ingår i släktet Achyranthes och familjen amarantväxter. Inga underarter finns listade i Catalogue of Life.